# INS Nireekshak (A15)
INS Nireekshak (A15) je pomocné plavidlo indického námořnictva sloužící jako podpůrná loď pro potápění a sekundárně též jako záchranná loď ponorek. Může být využito k záchraně posádek ponořených ponorek. Ve službě je od roku 1989. Nejprve v pronájmu a od roku 1995 ve vlastnictví námořnictva.

## Stavba

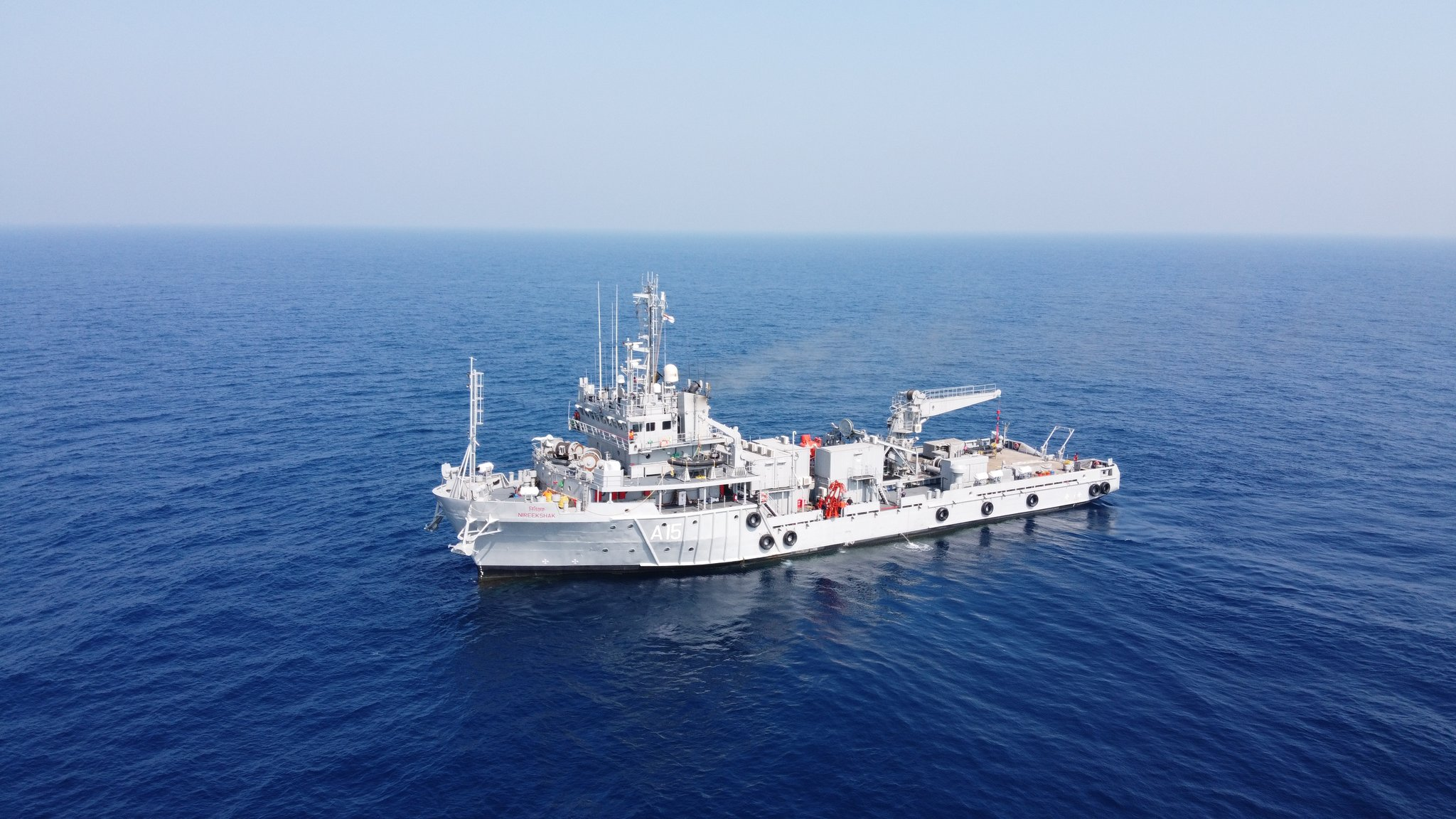
Nireekshak

Námořnictvo plavidlo pronajalo s opcí na jeho zakoupení. Do služby bylo přijato 8. června 1989. V březnu 1995 námořnictvo plavidlo koupilo a 15. září 1995 jej formálně znovu přijalo do služby.

## Konstrukce

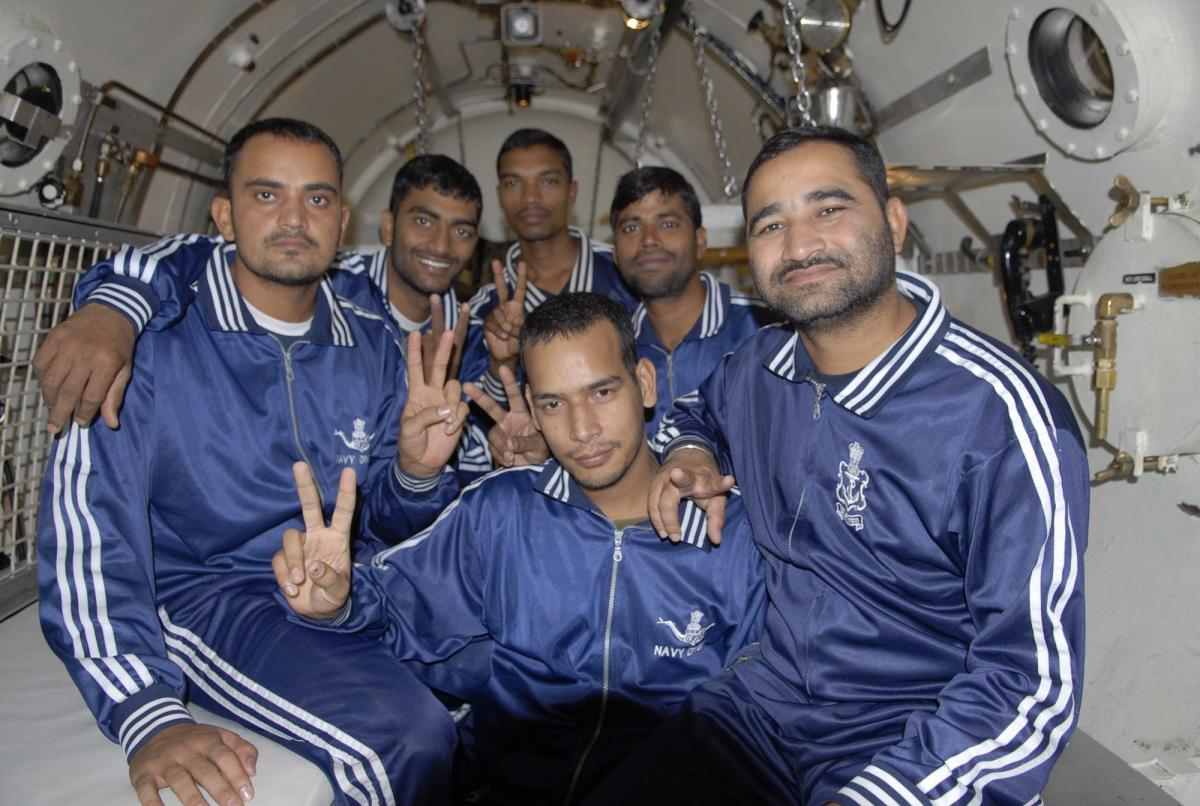
Potápěči na palubě plavidla Nireekshak

Plavidlo je vybaveno dvěma šestimístnými rekompresními komorami a jedním třímístným potápěčským zvonem. Pro záchranu posádkek ponorek slouží dvě hlubokomořská záchranná plavidla (DSRV), schopná dopravit dvanáct mužů do hloubky 300 metrů. Pohon tvoří dva diesely, každý o výkonu 2205 hp, pohánějící dva lodní šrouby se stavitelnými lopatkami. Manévrovacá schopnosti zlepšují dvě příďová a dvě záďová dokormidlovací zařízení. Nejvyšší rychlost dosahuje dvanáct uzlů.

## Služba
V únoru 2011 potápěči námořnictva z plavidla Nireekshak dosáhli při saturačním potápění indického hloubkového rekordu v hodnotě 233 metrů. Dne 9. ledna 2013 potápěči z plavidla Nireekshak tento rekord vylepšili na 257 metrů. Stalo se tak 35 námořních mil od indického přístavu Kóčin.
Dne 16. dubna 2016 byli při výbuchu tlakové láhve pro kyslík na palubě lodě Nireekshak zraněni tři námořníci, z toho jendomu musela být amputována noha pod kolenem.